# Rede neural de processo Gaussiano
A rede bayesiana é uma ferramenta de modelagem para atribuir probabilidades a eventos e, assim, caracterizar a incerteza nas previsões de um modelo. Aprendizagem profunda e redes neurais artificiais são abordagens usadas no aprendizado de máquina para construir modelos computacionais que aprendam com exemplos de treinamento. As redes neurais bayesianas mesclam esses campos. Elas são um tipo de Rede neural artificial cujos parâmetros e previsões são probabilísticos. Enquanto as redes neurais artificiais padrão geralmente atribuem alta confiança até mesmo para previsões incorretas, as redes neurais bayesianas podem avaliar com mais precisão a probabilidade de suas previsões estarem corretas.
As Redes Neurais de Processo Gaussiano (RNPGs) são equivalentes às redes neurais Bayesianas até um determinado limite, e fornecem uma forma fechada de avaliar redes neurais bayesianas. Elas são uma distribuição de probabilidade do processo gaussiano que descreve a distribuição sobre as previsões feitas pela rede neural bayesiana correspondente. A computação em redes neurais artificiais é geralmente organizada em camadas sequenciais de neurônios artificiais. O número de neurônios em uma camada é chamado de largura da camada. A equivalência entre RNPGs e redes neurais bayesianas ocorre quando as camadas em uma rede neural bayesiana se tornam infinitamente largas (veja a figura). Este grande limite de largura é de interesse prático, uma vez que as redes neurais de largura finita normalmente funcionam estritamente melhor à medida que a largura da camada é aumentada.